# Forêt ancienne du Lac-Opasatica
La forêt ancienne du Lac-Opasatica est un écosystème forestier exceptionnel situé à Rouyn-Noranda (Québec). Elle protège une sapinière à bouleau blanc et à thuya qui serait âgé d'au moins 225 ans. Elle est localisée dans la réserve de biodiversité Opasatica.

## Toponymie
La forêt ancienne du Lac-Opasatica doit son nom à sa proximité avec le lac Opasatica. Quant à « Opasatica » il provient de l'algonquin et signifierait selon les sources « lac entouré de peupliers », « détroit des peupliers » ou « lac fermé par les trembles ».

## Géographie
La forêt ancienne du Lac-Opasatica est situé à 28 km au sud-ouest du centre-ville de Rouyn-Noranda, dans la ville du même nom. Elle a une superficie de 117 ha. La forêt comprend le sommet et les hauts versants d'une petite colline à l'ouest du lac Opasatica. Le sol est composé d'un dépôt de till bien drainé.
Elle est localisée dans la réserve de biodiversité Opasatica.

## Flore
La forêt ancienne du Lac-Opasatica est une forêt composé de sapins baumiers, de bouleaux à papier et de thuyas occidentaux. Le sapin a été affecté par la dernière épidémie de tordeuse des bourgeons de l'épinette, qui fait en sorte que les arbres de fortes tailles y sont presque absent. La régénération y est cependant abondante. Les arbres les plus vieux sont plutôt les thuyas et les bouleaux à papier. Les thuyas dominants ont des troncs mesurant de 40 à 50 cm et certain ont des troncs allant jusqu'à 80 cm. Leurs âges varient entre 200 et 270 ans. Quant aux bouleaux à papier, plusieurs individus dépassent les 250 ans et ont un tronc allant de 50 à 60 cm de diamètre. Le couvert arborescent est généralement assez ouvert. Parmi les autres essences d'arbres présents, on note le pin blanc et le bouleau jaune. Plusieurs des arbres de ces deux espèces sont des tronc dépassant 70 cm, voire 80 cm pour certains pins blancs. La forêt se serait développée à la suite du dernier incendie de forêt en 1770.
Les principaux arbustes présents dans les sous-bois sont l'érable à épis, le noisetier à long bec et le chèvrefeuille du Canada. La strate herbacée est quant à elle composée par l'oxalide de montagne, la dryoptère spinuleuse, l'aralie à tige nue, la clintonie boréale, le quatre-temps et le maïanthème du Canada.